# بيت ستيوارت (مهندس)
بيت ستيوارت (بالإنجليزية: Pete Stewart)‏ هو مهندس أمريكي، ولد في 12 أغسطس 1931 في ستيتسفيل في الولايات المتحدة.